# Tin-Agadel
Tin-Agadel est une commune située dans le département de Markoye, dans la province d'Oudalan, région du Sahel, au Burkina Faso.

## Économie
La commune est équipée de deux forages d'eau, avec une pompe (2017).